# Blaž Slišković
Blaž Slišković (* 30. Mai 1959 in Mostar) ist ein ehemaliger bosnisch-herzegowinischer Fußballspieler und heutiger -trainer aus dem früheren Jugoslawien, heute Bosnien und Herzegowina.

## Karriere als Spieler
Blaž Slišković kommt aus der Mostar-Schule des jugoslawischen Fußballs, bekannt für Straßenfußball und eine gute Technik, die auch andere Profifußballer wie Franjo Vladić, Dušan Bajević, Enver Marić, Semir Tuce oder Sergej Barbarez hervorgebracht hat.
Slišković kam auf insgesamt 26 Einsätze in der jugoslawischen Nationalmannschaft, überwiegend Freundschaftsspiele und einige Qualifikationsspiele. Weder bei der WM 1982 noch bei der EM 1984 gehörte er zum Kader der jugoslawischen Nationalmannschaft.
Die Zuschauer liebten ihn dank seiner Dribblings, seiner präzisen Pässe und Freistöße. Unvergessene Momente waren seine Freistoß-Tore für Hajduk Split, im Spiel gegen den Sparta Prag in 120. Minute des Achtelfinals des UEFA-Pokals in der Saison 1983/84 und aus über 25 Metern im Spiel gegen den FC Turin im Achtelfinale des UEFA-Pokals in der Saison 1984/85. Die damals starke und in europäischen Pokalwettbewerben regelmäßig vertretene Mannschaft von Hajduk gewann mit 3:1 und erreichte die nächste Runde. Im Jahr 1993 bestritt er als Kapitän drei Freundschaftsspiele für die bosnisch-herzegowinische Nationalmannschaft.
Große Medienaufmerksamkeit in Jugoslawien wurde Slišković aufgrund seiner ersten Ehe mit der Handballspielerin Svetlana Dašić-Kitić zuteil. Die blonde bosnische Serbin und der herzegowinisch-kroatische Fußballer waren ein beliebtes Thema für die Klatsch-Rubriken.

## Karriere als Trainer
Slišković war von 2003 bis 2006 Nationaltrainer von Bosnien und Herzegowina, und versuchte, sich mit dem Team für die Fußball-Europameisterschaft 2004 und die Fußball-Weltmeisterschaft 2006 zu qualifizieren. Nach der Fußball-WM 2006 setzte er sich das neue Ziel, die Fußball-Europameisterschaft 2008 in Österreich und der Schweiz mit der Auswahl Bosnien und Herzegowinas zu erreichen. In der Qualifikation gelang ein 5:2-Sieg gegen die maltesische Fußballnationalmannschaft, aber die folgenden Spiele waren nicht erfolgreich. Als Reaktion darauf erfolgte seine Beurlaubung durch den Verband im Oktober 2006.
Slišković trainierte außerdem von 2005 bis 2007 den bosnisch-herzegowinischen Fußballverein HŠK Zrinjski Mostar.
Am 12. März 2010 wurde er als neuer Trainer des rumänischen Erstligisten Unirea Alba Iulia vorgestellt.
Nach weiteren kurzen Trainerstationen bei NK Široki Brijeg und Al-Ansar in Saudi-Arabien wurde Slišković im Januar 2012 als neuer Coach des chinesischen Klubs Qingdao Jonoon vorgestellt, der in der Chinese Super League spielt. Nach einem kurzen Zwischenspiel im Jahre 2015 als Trainer von NK Široki Brijeg ist er seit 2017 der Trainer von HŠK Zrinjski Mostar, mit dem er 2017 die Meisterschaft der Premijer Liga in Bosnien und Herzegowina, seinen ersten Titel als Trainer, gewonnen hat. Diesen Erfolg konnte er auch in der Saison 2017/18 wiederholen.
Seit dem 3. Juli 2019 steht Slišković als Trainer bei Kitchee SC in der Hong Kong Premier League unter Vertrag.

## Erfolge
Als Spieler:
- Jugoslawischer Pokalsieger: 1981, 1984

Als Trainer:
- Bosnisch-Herzegowinischer Meister: 2017, 2018